# Таверначе (Перуђа)
Таверначе је насеље у Италији у округу Перуђа, региону Умбрија.
Према процени из 2011. у насељу је живело 108 становника. Насеље се налази на надморској висини од 228 м.